# 阿代
阿代（法語：Adé，法語發音：[ade]）是法国上比利牛斯省的一个市镇，位于该省西部，属于阿热莱斯加佐斯特区。

## 地理
阿代（43°8'2"N, 0°1'38"W）面积7.24 平方千米，位于法国奧克西塔尼大區上比利牛斯省，该省份为法国西南部内陆省份，北至热尔省，西接大西洋比利牛斯省，南与西班牙接壤，东临上加龙省。
与阿代接壤的市镇（或旧市镇、城区）包括：拉讷、巴尔特雷斯、瑞洛斯、盧爾德、奥桑、阿沃朗。

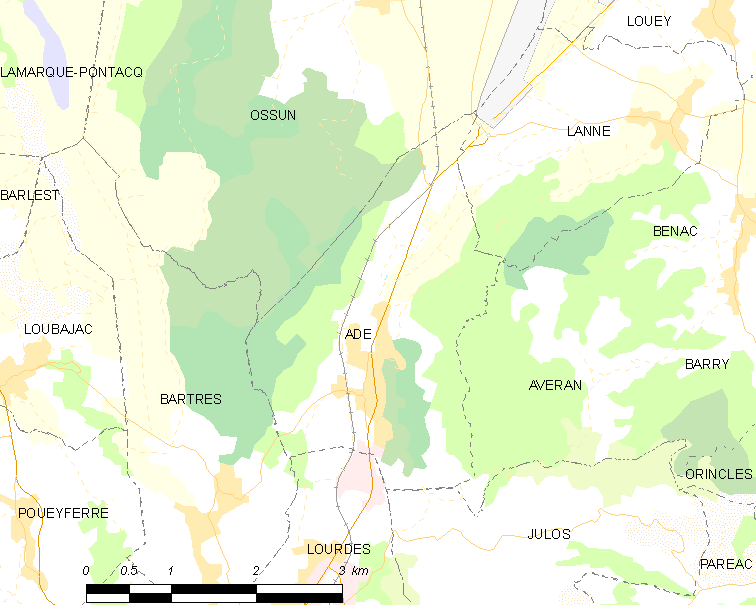
阿代的OSM定位图

阿代的时区为UTC+01:00、UTC+02:00（夏令时）。

## 行政
阿代的邮政编码为65100，INSEE市镇编码为65002。

## 政治
阿代所属的省级选区为卢尔德第二县。

## 人口

1962-2008年间阿代人口变化图示

阿代于2022年1月1日时的人口数量为834人。